# Catherine Perrin

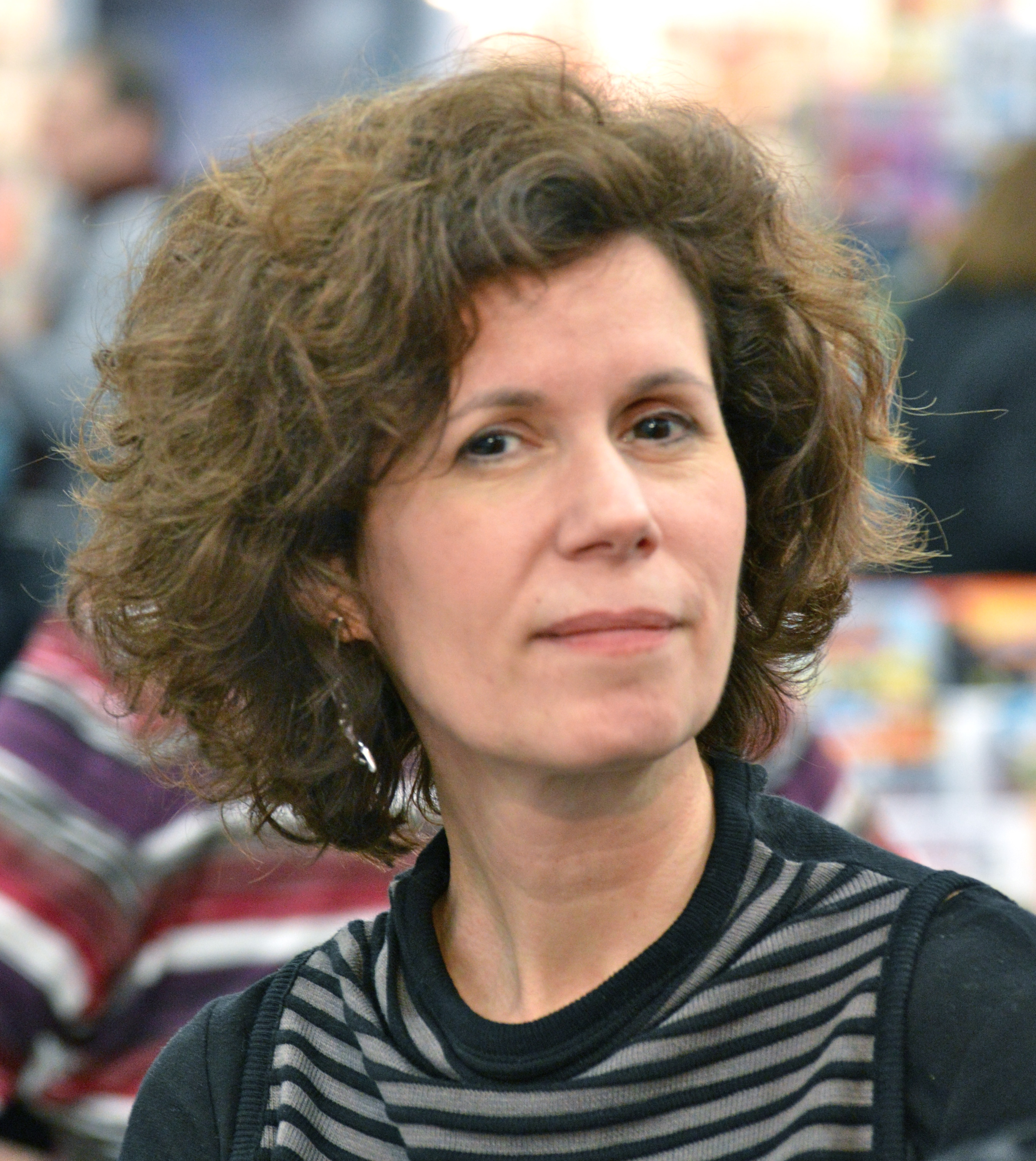
Catherine Perrin

Catherine Perrin (* 1963 in Sainte-Foy/Québec) ist eine kanadische Cembalistin, Hörfunk- und Fernsehmoderatorin.

## Leben
Perrin hatte in ihrer Kindheit Klavierunterricht. Sie studierte Musik an der Universität Laval und hatte dort Cembalounterricht bei Scott Ross. Ihr anschließendes Studium am Konservatorium von Montreal (u. a. bei Mireille Lagacé) schloss sie 1984 mit einem Ersten Preis (Premier prix à l’unanimité) ab. Am Koninklijk Conservatorium Den Haag vervollkommnete sie ihre Ausbildung bei Bob van Asperen.
Nach ihrer Rückkehr nach Kanada erwarb sie ein Kommunikationszertifikat an der Universität Québec. Von 2005 bis 2009 moderierte sie gemeinsam mit René Homier-Roy beim Kultursender von Radio-Canada die Sendung C'est bien Meilleur le matin, später das Kulturmagazin Six dans la cite. 2011 übernahm sie die Moderation der Sendung Médium Large, in der sie bis 2019 tausende Gäste interviewte, darunter den kongolesischen Gynäkologen und Menschenrechtsaktivisten und späteren Friedensnobelpreisträger Denis Mukwege. Im Fernsehen leitete sie von 2000 bis 2004 das Kinomagazin Le seventh auf Télé-Québec. Für die Qualität ihrer Arbeit als Moderatorin erhielt sie 2013 den Preis Coup de cœur du general public des Conseil Supérieur de la Langue Française.
Als Cembalistin trat Perrin u. a. mit den Les vents de l’OSM, den Violons du Roy und dem Ensemble contemporain de Montréal auf. 1989 wurde sie die Cembalistin der I Musici de Montréal, mit denen sie Henryk Góreckis Cembalokonzert aufnahm. Die 1998 erschienene Platte gewann u. a. zwei Opus-Preise des Conseil québécois de la musique. Seit 2008 tritt sie mit dem Fagottisten Mathieu Lussier und dem Bandoneonisten Denis Plante als Trio Bataclán auf, mit dem sie aiuch zwei Alben aufnahm. Mit dem Komponisten Denis Gougeon entwarf sie ein Musiktheaterstück über Fabeln von La Fontaine mit Musik von Gougeon und Jean-Philippe Rameau, an dem sie als Musikerin und Erzählerin mitwirkt. 2016 spielte sie in einem Musiktheaterstück von John Rhea die polnische Cembalistin Wanda Landowska.

## Diskographie
- 24 Preludes, 1998
- Mozart: "Ah ! vous dirai-je maman", 2003
- Hamel: La trilogie du presto, 2007
- Bataclán!, 2009
- Dandy, 2011
- La cigale et les violons, 2014
- Les Violons du Roy: Fratres, 2015